# Amaurornis isabellina
Amaurornis isabellina е вид птица от семейство Rallidae.

## Разпространение
Видът е разпространен в Индонезия.